# Tyran des Galapagos
Myiarchus magnirostris
Espèce
Statut de conservation UICN

 LC  : Préoccupation mineure
Le Tyran des Galapagos (Myiarchus magnirostris) est une espèce de passereau de la famille des Tyrannidae,. Son nom local est « Papamoscas ». L'espèce était autrefois placée dans son propre genre, Eribates, basé sur un supposé « tarse très long ». Il mesure 15 à 16 cm de longueur et pèse 12 à 18,5 grammes. C'est le plus petit membre de son genre. Il vit dans des forêts tropicales sèches et des arbustes tropicaux arides avec des cactus. Il s'est habitué aux visiteurs humains des îles Galápagos et vole vers de grands objectifs de caméra, percevant sa propre image réfléchie comme un autre oiseau. Il se pose habituellement sur les visiteurs et leurs appareils photo.Distribution

## Distribution
Cet oiseau est endémique des îles Galápagos, où il est présent sur toutes les îles principales,,.

## Galerie

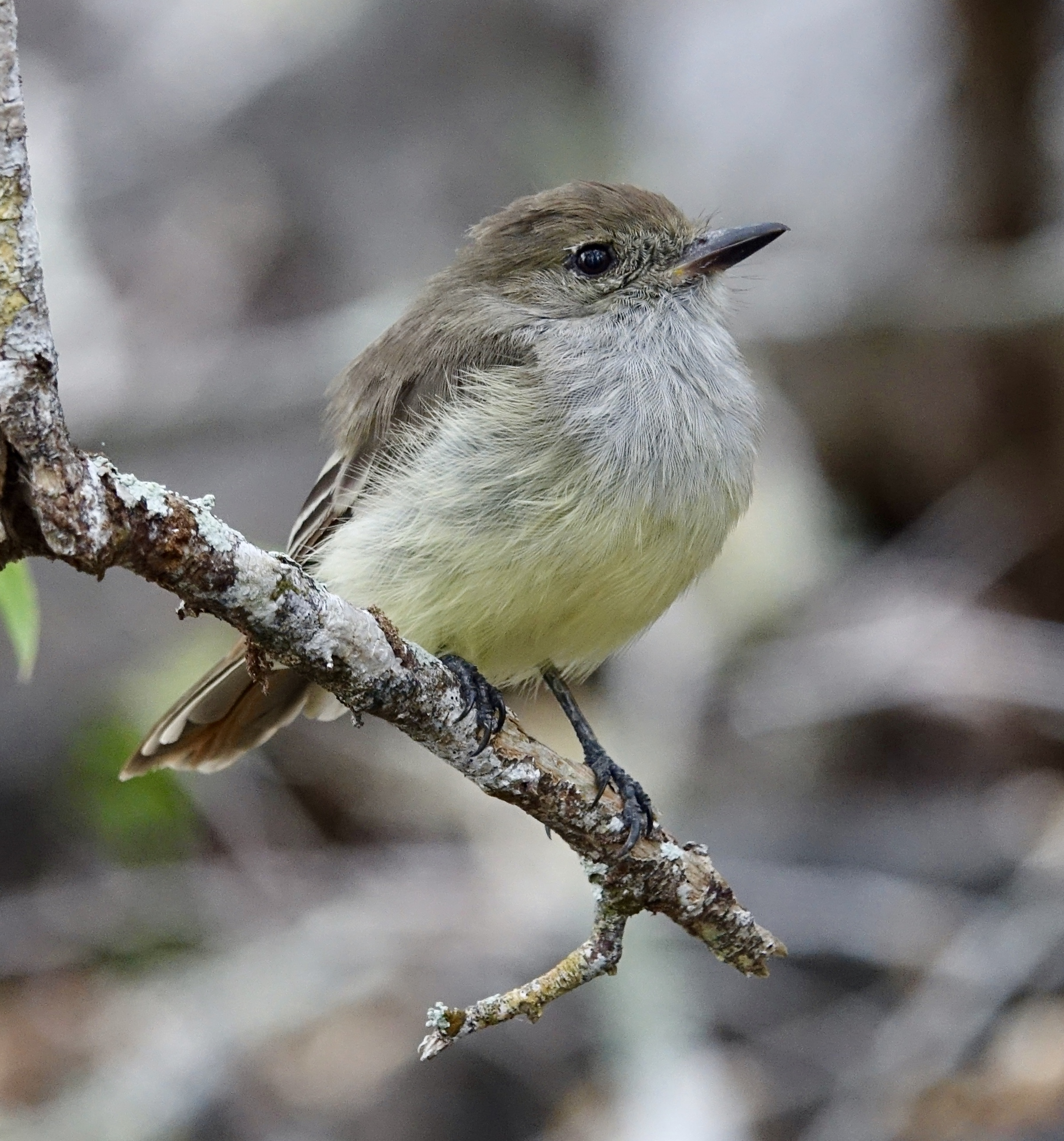

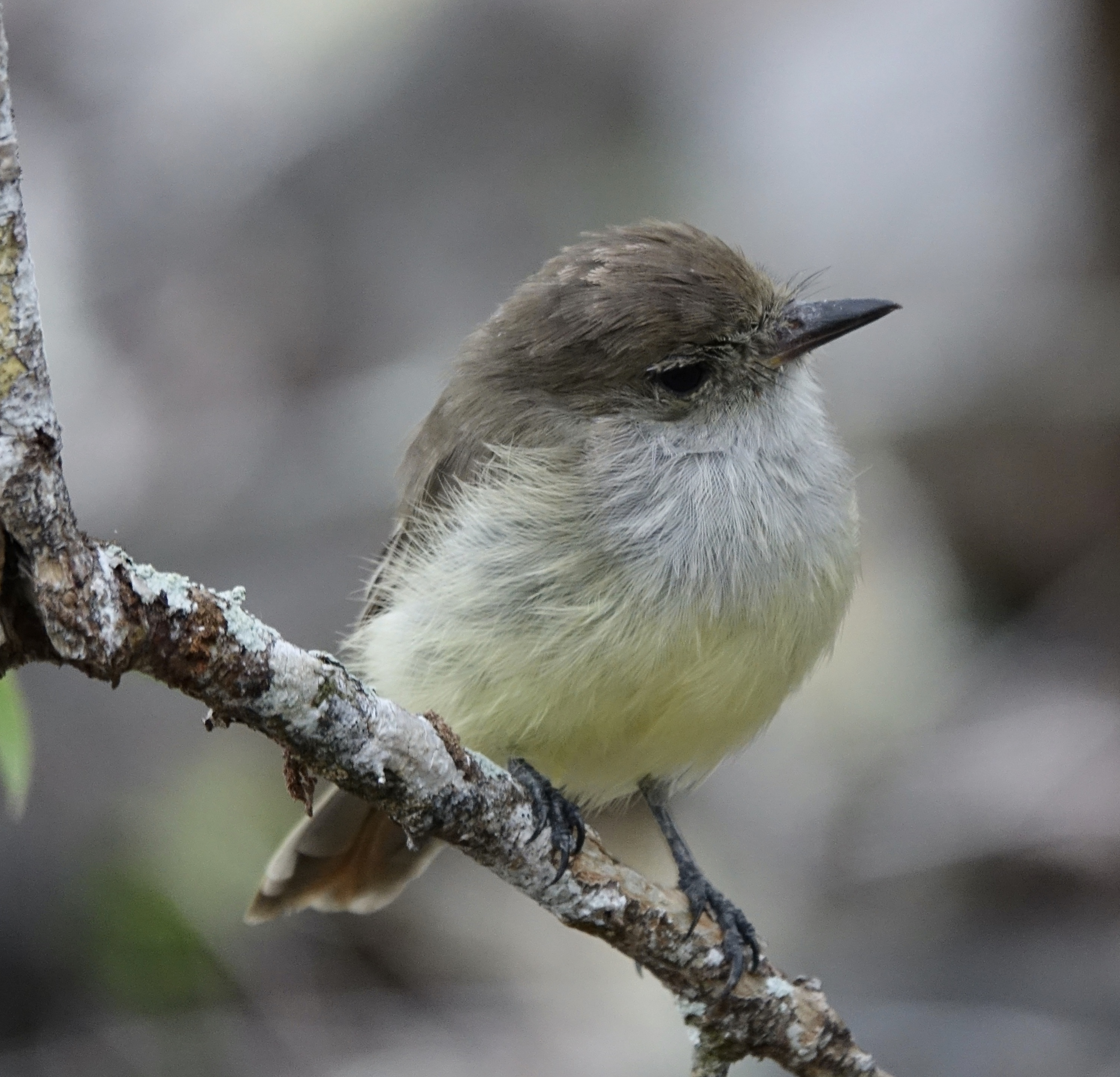